# Massacra
Massacra byla francouzská hudební skupina hrající kombinaci death metalu a thrash metalu a působící zejména v první polovině devadesátých let 20. století. Společně s kapelami Loudblast a Agressor patří mezi průkopníky death metalu ve Francii. Od svého třetího alba z roku 1994 změnila styl, přeorientovala se více na groove metal/alternativní metal.

## Logo
Původně kapela disponovala logem v klasickém ostnatém death metalovém stylu. Po změně v hudební tvorbě logo zjednodušila, tvořil ho pouze nápis MASƧACRA s druhým obráceným písmenem S.

## Členové skupiny
- Fred "Death" Duval – zpěv, kytary (1986–1997)
- Jean-Marc Tristani – kytary (1986–1997)
- Pascal Jorgensen - baskytara (1986–1997)
- Chris Palengat - bicí (1986–1991)
- Matthias Limmer - bicí (1992–1994)
- Björn Crugger - bicí (1995–1997)

## Diskografie

### Dema
- Legion of Torture (1987)
- Final Holocaust (1988)
- Nearer from Death (1989)

### Studiová alba
- Final Holocaust (1990)
- Enjoy the Violence (1991)
- Signs of the Decline (1992)
- Sick (1994)
- Humanize Human (1995)

### Kompilace
- Apocalyptic Warriors Pt. 1 (2000)
- Day of the Massacra (2013)